# Escut de la Vall de Bianya
L'escut oficial de la Vall de Bianya és un dels símbols oficials d'aquest municipi i es representa mitjançant el següent blasonament:
Escut caironat partit: 1r de sinople, una espasa revessada d'argent guarnida d'or i una vara de batlle d'argent amb el pom i les borles d'or, acostades en pal; 2n d'or, un món d'atzur cintrat d'argent i creuat de sable, i al peu, una vall d'or amb quatre pals de gules que sostenen una faixa de sable ajustada a la vall. Al timbre, una corona de poble.

## Disseny
La composició de l'escut està formada sobre un fons en forma de quadrat recolzat sobre un dels seus vèrtexs, anomenat escut caironat, segons la configuració difosa a Catalunya i d'altres indrets de l'antiga Corona d'Aragó i adoptada per l'administració a les seves especificacions per al disseny oficial dels municipis dels ens locals. És un escut partit en dos campers. Al primer, de color verd (sinople), hi ha una espasa amb l'empunyadura a la part superior (revessada) de color blanc o gris clar (argent) amb l'empunyadura de color groc (guarnida d'or) i una vara de batlle de color blanc o gris clar (argent) amb el pom i les borles de color groc (or), situades l'una al costat de l'altra (acostades) de forma vertical (en pal). Al segon camper, de color groc (or), hi ha un món de color blau (atzur) amb les cintes (cintrat) de color blanc o gris clar (argent) i amb una creu al damunt (creuat) de color negre (sable). La part inferior de l'escut (el peu) conté una vall de color groc (or) amb quatre pals de color vermell (gules). Aquesta vall porta unida al damunt (sostenint) una faixa de color negre (sable) que n'agafa la mateixa forma.
L'escut està acompanyat a la part superior d'un timbre en forma de corona mural, que és l'adoptada pel Departament de Governació d'Administracions Locals de la Generalitat de Catalunya per timbrar genèricament els escuts dels municipis. En aquest cas, es tracta d'una corona mural de poble, que bàsicament és un llenç de muralla groc (or) amb portes i finestres de color negre (tancat de sable), amb quatre torres merletades, de les quals se'n veuen tres.

## Història
Malgrat que, a començament de desembre de 2011, l'Ajuntament va aprovar iniciar els tràmits per oficialitzar l'escut, no va iniciar-ne l'expedient fins al ple del 16 de juliol de 2015. Després dels tràmits reglamentaris, l'escut va ser aprovat oficialment per la Direcció General d'Administració Local del Departament de Governació i Relacions Institucionals de la Generalitat de Catalunya el 29 de desembre del 2015 i publicat al DOGC número 7.037 el 14 de gener del 2016. L'escut és obra d'Oleguer Plantalech i Josep Murlà, i consisteix en una adaptació a la llei catalana de l'antic escut que havia fet servir el municipi fins llavors, i que va perdre l'oficialitat quan va entrar en vigor el Reglament dels Símbols dels Ens Locals de Catalunya, el 21 de desembre de 1991.
A l'escut s'hi representen elements que fan referència als antics municipis de Capsec i Sant Salvador de Bianya. Del primer, s'hi representa una espasa, atribut de sant Martí (patró del poble), i una vara d'alcalde, que fa referència a l'autoritat municipal; mentre que del segon s'hi representa un món cintrat i creuat, l'atribut de sant Salvador, patró del poble. El peu de l'escut és en forma de vall, al·ludint al nom del municipi, i amb els quatre pals, atès que la majoria de pobles i parròquies que formen el municipi van estar sota jurisdicció reial. La faixa de sable representa la via romana que passa per la Vall de Bianya i el Capsacosta, que es creu que s'anomenà Via Annia, i d'on podria venir el nom de "Bianya", essent així un senyal parlant del nom del municipi.

### Antic escut de la Vall de Bianya

Representació de l'antic escut de la Vall de Bianya segons el seu blasonament

Anteriorment a l'oficialització del seu escut, la Vall de Bianya n'utilitzava un altre, blasonat de la manera següent:
Escut partit. Primer, de sinople, una espasa i un bastó, d'argent, aquest últim amb borles d'or i l'empunyadura, coronada, també d'or. Segon, d'or, els quatre pals de gules, carregats d'una lletra B d'atzur. Al timbre, corona reial oberta.
L'escut consistia en dues parts, on hi havia representats els elements presents als antics segells dels municipis de Capsec i Sant Salvador de Bianya, que eren una espasa i una vara d'alcalde, i una "B" que feia referència a Bianya, respectivament. L'escut fou aprovat pel Ministeri de Governació espanyol el 31 de març de 1976, i va perdre l'oficialitat el 21 de desembre de 1991 amb l'aprovació de les lleis catalanes que substituïen les d'àmbit espanyol. L'escut que es va aprovar posteriorment, de fet, és una adaptació d'aquest antic, essent els canvis més importants la incorporació de la via romana i l'adequació de la part de Sant Salvador a la normativa vigent, ja que l'heràldica cívica no admet paraules ni lletres dins dels escuts, i no podia dur els quatre pals de Catalunya perquè Sant Salvador no havia estat ininterrompudament sota jurisdicció reial des del segle xvii.